# Harald Isenstein

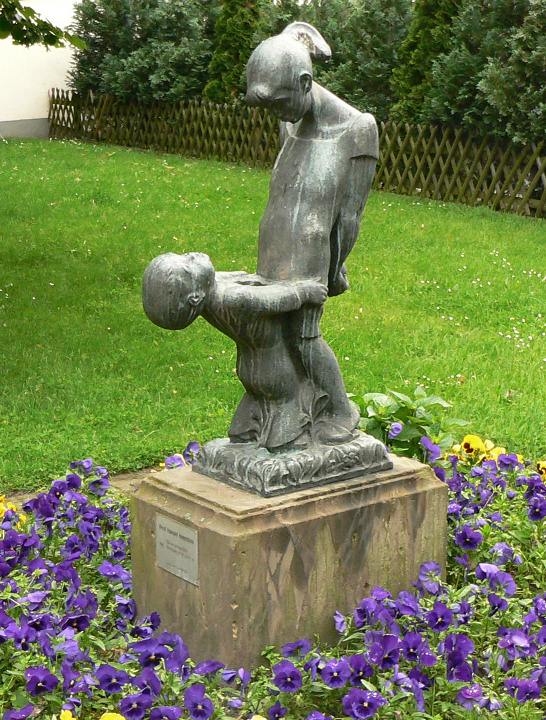
Ge mig min boll av Harald Isenstein.

Kurt Harald Isenstein, född 13 augusti 1898 i Hannover, död 3 februari 1980 i Köpenhamn, var en tysk-dansk skulptör, målare, grafiker, illustratör, konstpedagog och författare. 
Harald Isenstein var son till köpmannen Adolf Isenstein och Jenny Meyer. Redan som ung deltog han i Reimann-Kunstschules ungdomskurser i judiskt konsthantverk. Han studerade för Hugo Lederer vid Konsthögskolan i Berlin 1917-1920 och debuterade i en utställning i Berlin 1917. Därefter arbetade han som skulptör och som lärare vid Reimann-Kunstschule i Berlin 1921-1925. Han var en av grundarna till Volks-Kunstschule i Berlin 1925. 
Han greps 1933 vid de nazistiska upploppen och när han frisläpptes emigrerade han omedelbart som judisk och politisk flykting till Danmark. När tyskarna invaderade Danmark flydde han till Sverige 1943. I Sverige arbetade han som frilanskonstnär, musiklärare och konstpedagog vid bland annat Essem-skolan och Skånska målarskolan i Malmö. Han återvände till Danmark 1946, där han arbetade som professor vid den danska konstakademien fram till sin död. Han startade även en egen hantverks- och yrkesskola Köpenhamn. 
Från hans hand finns över 7 000 skulpturer, teckningar, målningar och skisser bevarade, många kan ses på Korsør museum i Danmark. Bland hans offentliga arbeten märks utsmyckningar för de mosaiska kyrkogårdarna i Trondheim och Oslo och skulpturen Mor och barn vid Landskrona lasarettets gamla huvudentré.  
Bland hans tyska porträttbyster märks Albert Einstein, Friedrich Ebert, Paul von Hindenburg, Alfred Döblin, Ernst Cassirer, Emil Ludwig, Magnus Hirschfeld, Ernst Toller, Arno Holz, Käthe Kollwitz och Wilhelm Dörpfeld. Inför OS 1936 togs Isensteins namnplåt på bysten av Dörpfeld bort av Joseph Goebbels personligen. 
I Danmark utförde han porträttbyster av bland annat Niels Bohr, Karen Blixen, drottning Margrethe II, Victor Borge, Asta Nielsen och Martin Andersen Nexø. 
Som illustratör illustrerade han böcker av Arno Holz och utformade det tyska Heinrich Hertz frimärket 1957. 
Harald Isenstein är begravd på Mosaisk Vestre Begravelsesplads i Köpenhamn.